# Vietnam Airlines
Vietnam Airlines (codi IATA: VN; codi OACI: HVN) és la principal aerolínia del Vietnam. Pertany a l'aliança Sky Team.
Va ser fundada el 12 d'octubre de 1956 a la República Democràtica del Vietnam amb el nom de Vietnam Aviation Corporation. i des de 1989 opera com empresa estatal amb el nom de Vietnam Airlines.